# 内尔芒格阿拉
内尔芒格阿拉（Nelmangala），是印度卡纳塔克邦Bangalore Rural县的一个城镇。总人口25206（2001年）。

## 人口
该地2001年总人口25206人，其中男性13089人，女性12117人；0—6岁人口2767人，其中男1425人，女1342人；识字率77.95%，其中男性为82.05%，女性为73.52%。